# Haunted Chocolatier
Haunted Chocolatier é um jogo de simulação de loja de confeitaria em desenvolvimento de ConcernedApe, o desenvolvedor de Stardew Valley. Não há data de lançamento definida.

## Jogabilidade
Haunted Chocolatier é um jogo de simulação com elementos de RPG de ação. O personagem do jogador administra uma loja de confeitaria. O jogador coleta ingredientes para fazer doces de chocolate enquanto também interage com os moradores da cidade e fantasmas. O jogador pode buscar relacionamentos românticos com personagens não-jogáveis e pode personalizar o layout de sua loja.

## Desenvolvimento
Eric Barone, conhecido profissionalmente como ConcernedApe, começou a desenvolver Haunted Chocolatier em 2020. Após seu jogo de sucesso indie Stardew Valley, Barone planejou um processo de desenvolvimento solo semelhante, no qual ele faria tudo sozinho. Ele anunciou o jogo com um trailer de gameplay em outubro de 2021 e lançou um site promocional. Barone está simultaneamente colaborando em outro jogo não anunciado.
Haunted Chocolatier e Stardew Valley compartilham um estilo de pixel art semelhante e espera-se que compartilhem alguma conexão. Apesar do tema mais sombrio de Haunted Chocolatier, como uma mansão mal-assombrada e fantasmas, ele queria que o jogo fosse "edificante e afirmativo da vida" e não considera o tema negativo. 
Haunted Chocolatier está inicialmente planejado para ser lançado no PC, embora o desenvolvedor também esteja interessado em outras plataformas. Não há data de lançamento definida.
Em 3 de outubro de 2023, Barone postou várias imagens de Haunted Chocolatier no Twitter, em homenagem a atingir 1 milhão de seguidores na plataforma.